# Alprazolam
Alprazolam (łac. alprazolamum) – organiczny związek chemiczny, triazolowa pochodna benzo-1,4-diazepiny. Stosowany jako lek anksjolityczny, w szczególności w leczeniu zespołu lęku napadowego i zespole lęku uogólnionego. Wykazuje szybkie i silne, lecz krótkotrwałe działanie przeciwlękowe, uspokajające, miorelaksacyjne, przeciwdrgawkowe oraz amnestyczne poprzez wpływ na receptor GABA. Praktycznie nie podlega efektowi pierwszego przejścia przez wątrobę (biodostępność przy podaniu doustnym osiąga ponad 90%).
W Polsce stosowany głównie w celu przerywania lęku napadowego (postacie bez mechanizmu SR, o natychmiastowym uwalnianiu), ze względu na szybkość działania klinicznego (10-15 min) po podaniu doustnym. Obok midazolamu jest jedną z najsilniejszych benzodiazepin o szybkim czasie działania od momentu podania, ale jednocześnie o krótkim czasie działania klinicznego.
Do skutków ubocznych zalicza się senność, obniżenie nastroju, bóle głowy, poczucie zmęczenia oraz zaburzenia pamięci. Ma właściwości uzależniające, przez co jest odradzany jako lek pierwszego rzutu w leczeniu zaburzeń lękowych. Dłuższe stosowanie może spowodować wystąpienie zespołu abstynencyjnego oraz, po odstawieniu, nasilenie objawów lękowych. U osób z depresją przebiegającą z myślami samobójczymi alprazolam zwiększa ryzyko samobójstwa. Poza tym, jak wszystkie leki z grupy benzodiazepin, alprazolam może upośledzać sprawność psychofizyczną, przez co w Polsce prowadzenie pojazdów w trakcie jego stosowania jest przestępstwem.
Alprazolam jest często używany w celach pozamedycznych. Dawki większe, typowo ponad 2 mg wywołują uczucie rozluźnienia, pozbawiają zdolności do odczuwania emocji (w tym negatywnych), mogą wywoływać zachowania niestosowne do sytuacji, pewność siebie z uwagi na działanie przeciwlękowe oraz uczucie określane jako „obojętność wobec świata”. W dawkach jeszcze większych następuje półsen mogący w przypadku połączenia z alkoholem przejść do śpiączki, a nawet śmierć (w zależności od tolerancji). Wysoka dawka bez połączenia z alkoholem lub innymi depresantami ośrodkowego układu nerwowego powoduje zazwyczaj trwający kilka godzin sen z możliwą niepamięcią następczą.

## Mechanizm działania
Alprazolam, podobnie jak inne benzodiazepiny, jest pozytywnym modulatorem allosterycznym kompleksu receptorowego GABA-A. Zwiększa powinowactwo kwasu gamma-aminomasłowego (GABA) do miejsca jego wiązania w obrębie tego kompleksu. W ten sposób alprazolam nasila przepływ jonów chlorkowych przez kanał i wywiera działanie hamujące na ośrodkowy układ nerwowy. Prawdopodobnie hamuje to przepływ impulsów przez obwody związane z ciałem migdałowatym odpowiedzialne za odczuwanie lęku.

## Metabolizm

Farmakokinetyka alprazolamu – przedstawiony metabolizm do 4-hydroksyalprazolamu (góra) i α-hydroksyalprazolamu (dół)

Alprazolam ma okres półtrwania w organizmie rzędu 12–15 godzin.
Lek ulega w wątrobie metabolizmowi przez CYP450 3A4 do hydrofilnych 4-hydroksyalprazolamu (mniej aktywny), α-hydroksyalprazolamu (bardziej aktywny) i nieczynnej psychotropowo pochodnej benzofenonu. Badania wskazują, że w mózgu, w porównaniu z wątrobą, dochodzi do większej syntezy α-hydroksyalprazolamu. Istnieje także podejrzenie, że czas półtrwania tego metabolitu w mózgu jest dłuższy niż na obwodzie. Działanie leku po podaniu doustnym rozpoczyna się szybko, najczęściej w ciągu 15 -30 minut i utrzymuje się około kilku godzin. Duże znaczenie mają metaboliczne zdolności organizmu. U palaczy tytoniu okres ten może być krótszy z uwagi na to, że zarówno alprazolam, jak i nikotyna są metabolizowane przez ten sam cytochrom CYP450. Środki takie jak sok grejpfrutowy mogą znacznie nasilić działanie alprazolamu, często działanie może być kilkukrotnie silniejsze. Jest to spowodowane tym, że substancje zawarte w soku działają na cytochrom CYP450, który metabolizuje alprazolam i w wyniku tego alprazolam jest wolniej metabolizowany a jego poziom w układzie krążenia wysoki. Dotyczy to nie tylko alprazolamu, ale też innych benzodiazepin, wg niektórych źródeł połączenie soku z grejpfruta z diazepamem może spowodować 3 krotny wzrost jego stężenia we krwi co może być niebezpieczne.

## Wskazania
Alprazolam w Polsce i Unii Europejskiej jest zarejestrowany do stosowania w lecznictwie w zaburzeniach lękowych, takich jak zespół lęku napadowego czy zespół lęku uogólnionego, a także w zespołach lękowych współistniejących z zaburzeniami depresyjnymi. Metaanalizy potwierdziły jego skuteczność w zespole lęku uogólnionego zarówno w monoterapii, jak i przy stosowaniu łącznie z lekami z grupy selektywnych inhibitorów zwrotnego wychwytu serotoniny. W wypadku zespołu lęku napadowego i agorafobii, potwierdzono jego skuteczność w zarówno stosowaniu doraźnym, jak i długofalowym. W badaniach klinicznych wykazana została jego skuteczność w leczeniu zespołu lęku uogólnionego do 4 miesięcy, zaś w wypadku zespołu lęku napadowego przez okres od 4 do 10 tygodni, jednakże pacjenci zgłaszali brak utraty korzyści terapeutycznych przez okres do 8 miesięcy.
Ze względu jednak na skutki uboczne oraz ryzyko uzależnienia, alprazolam nie jest jednak stosowany jako lek pierwszego rzutu, a dopiero wówczas, gdy nasilenie objawów jest uciążliwe dla pacjenta bądź uniemożliwia mu prawidłowe funkcjonowanie. Stosowany jest do czasu, gdy inne metody leczenia, takie jak np. leki przeciwdepresyjne z grupy SSRI czy psychoterapia zaczną działać, a konieczność jego dalszego stosowania powinna być sprawdzana regularnie przez lekarza prowadzącego. W Australii jego stosowanie w leczeniu zespołu lęku napadowego jest odradzane.
Lek jest stosowany także w innych zaburzeniach lękowych, zespole napięcia przedmiesiączkowego, bezsenności i zespole jelita drażliwego. Alprazolam może także być stosowany wspomagająco w ostrej manii czy psychozie, w katatonii, a także w innych stanach silnego pobudzenia oraz agresji, gdy pacjent nie wykazuje objawów psychotycznych.

## Przeciwwskazania
- jaskra z wąskim kątem przesączania
- przyjmowanie azolowych środków przeciwgrzybiczych (np. ketokonazol)
- nadwrażliwość na lek[13]

Alprazolam powinien być stosowany ostrożnie u pacjentów z myślami samobójczymi, ponieważ ze względu na działanie przeciwlękowe może torować decyzję o samobójstwie.
Lek należy do kategorii D według FDA, co oznacza, że przy stosowaniu w trakcie ciąży istnieje ryzyko dla płodu, natomiast w pewnych wypadkach korzyści wynikające ze stosowania leku mogą przewyższać potencjalne ryzyko. Nie odnotowano szkodliwego wpływu alprazolamu na płód w pierwszym trymestrze ciąży, natomiast stosowanie w okresie okołoporodowym może spowodować wystąpienie zespołu wiotkiego dziecka, co może potencjalnie zagrażać życiu dziecka.
Alprazolam nie powinien być stosowany u dzieci i młodzieży ze względu na brak badań w zakresie bezpieczeństwa w populacji pediatrycznej. Mimo to, istnieją badania wskazujące na jego bezpieczeństwo i skuteczność w zaburzeniach lękowych u dzieci

## Działania niepożądane
Skutki uboczne alprazolamu, w związku z podobnym mechanizmem działania, są zasadniczo podobne do innych benzodiazepin. Do tych najczęściej wymienianych zalicza się:
- sedacja, zmęczenie, osłabienie, obniżenie nastroju
- zawroty głowy, zamazana mowa, ataksja
- zaburzenia pamięci i świadomości, rzadziej niepamięć następcza
- wzmożona pobudliwość, nerwowość, rzadko hipomania lub mania
- sporadycznie spadek ciśnienia tętniczego
- nadmierne wydzielanie śliny/suchość w jamie ustnej[13][5]

### Przedawkowanie
Alprazolam jest uważany za lek niezbyt toksyczny. Dawka śmiertelna dla myszy wynosi 1220 mg na kilogram masy ciała. Pomimo tego, dane amerykańskiej Substance Abuse and Mental Health Services Administration wskazują, że jest on najczęściej stosowaną benzodiazepiną w przedawkowaniach powodujących konieczność hospitalizacji, stanowiąc 31% ogólnej liczby zatruć lekami z tej grupy. Objawy ostrego zatrucia obejmują senność, zaburzenia równowagi, mowy i widzenia, a w bardzo ciężkich przypadkach śpiączkę oraz depresję oddechową.
Zatrucie mieszane alprazolamu z substancjami działającymi depresyjnie na ośrodkowy układ nerwowy, takich jak alkohol czy opioidy, może zagrażać życiu. Natomiast w wypadku zatrucia mieszanego z niektórymi substancjami o działaniu pobudzającym, lub powodującymi drgawki (np. z trójcyklicznymi leki przeciwdepresyjnymi) może działać ochronnie.
W wypadku ciężkich zatruć odtrutką jest flumazenil, będący antagonistą receptora benzodiazepinowego. Jego stosowanie jest jednak odradzane w wypadku, gdy istnieje podejrzenie że pacjent mógł zażyć także trójcykliczne leki przeciwdepresyjne, a także w wypadku uzależnienia ze względu na ryzyko wystąpienia zespołu odstawiennego.

### Uzależnienie
Ze względu na stosunkowo krótki czas półtrwania, alprazolam ma wyższy potencjał uzależniający niż pozostałe benzodiazepiny. Jego długotrwałe stosowanie może prowadzić do rozwoju tolerancji na lek, a także uzależnienia, zarówno fizycznego, jak i psychicznego. Ryzyko uzależnienia zwiększa się, gdy lek jest stosowany dłużej niż przez 12 tygodni, a także u osób, które obecnie bądź w przeszłości nadużywały substancji psychoaktywnych.
W związku z ryzykiem wystąpienia objawów lękowych „z odbicia” nie należy odstawiać alprazolamu nagle. W postępowaniu terapeutycznym stosuje się stopniową redukcję dawki, zmianę formy prepratu formę o przedłużonym uwalnianiu, a także w razie potrzeby zamianę na benzodiazepinę o dłuższym czasie działania.
Opisywano także występowanie zespołu abstynencyjnego. Najczęstsze jego objawy to złe samopoczucie, osłabienie, bezsenność, tachykardia i zawroty głowy. Długotrwałe używanie może prowadzić do wystąpienia zjawiska tolerancji fizjologicznej. Zjawisko tolerancji zostało wykazane dla działania uspokajającego alprazolamu, lecz nie przeciwlękowego.
W roku 2020, amerykańska Agencja Żywności i Leków wydała ostrzeżenie przed wszystkimi lekami z grupy benzodiazepin, w tym alprazolamem, ze względu na ryzyko związane z uzależnieniem oraz użyciem pozamedycznym.

## Interakcje
Alprazolam potencjalizuje działanie innych leków, które działają depresyjnie na ośrodkowy układ nerwowy, a w szczególności alkoholu i barbituranów, których połączenie może zagrażać życiu. Należy go ostrożnie stosować z innymi lekami o działaniu sedacyjnym, takimi jak opioidy.
Ponieważ alprazolam jest metabolizowany przez cytochrom CYP450 3A4, nefazodon, fluwoksamina, fluoksetyna, azole, makrolidy, inhibitory proteaz i sok grejpfrutowy mogą zwiększać stężenie leku we krwi, a tym samym nasilać jego działanie. W przypadku soku grejpfrutowego może nastąpić niebezpieczny wzrost stężenia leku we krwi. Z tego samego powodu, karbamazepina nasila klirens leku i osłabia jego działanie
Nikotyna może spowodować zmianę działania alprazolamu oraz skrócić czas jego działania.

## Dawkowanie

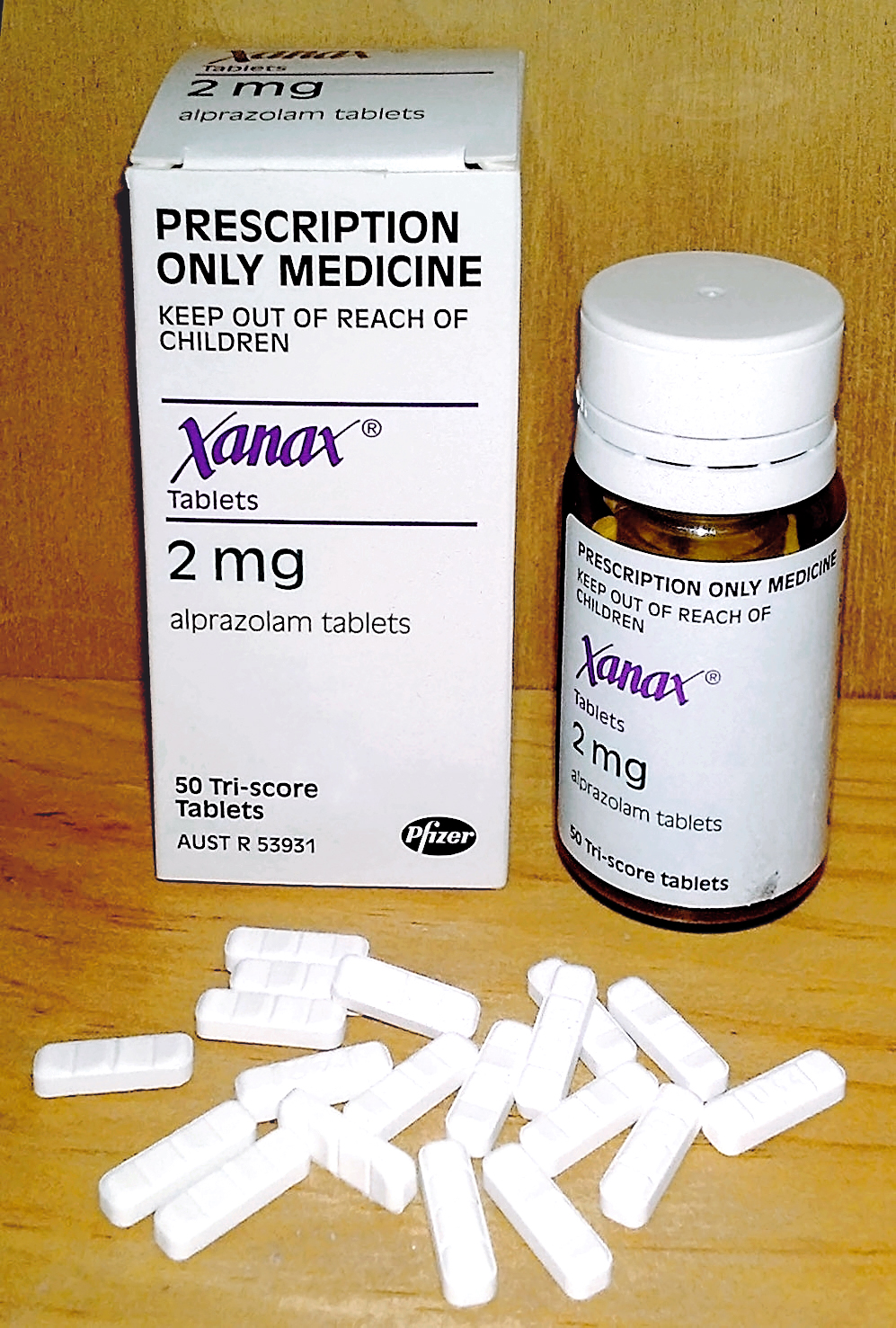
Alprazolam (Xanax – postać oryginalna firmy Pfizer) w postaci charakterystycznych, czterodzielnych (tri-score), podłużnych tabletek. Wersja sprzedawana w Australii.

Jest dostępny w tabletkach po 0,25 mg, 0,5 mg, 1 mg lub 2 mg. Zakres najczęściej stosowanych dawek to od 0,25 mg do 4 mg na dobę (rzadko do 10 mg). Lek stosuje się w 3 dawkach na dobę, stopniowo je zwiększając, natomiast w postaci o przedłużonym stosowaniu raz na dobę. Obecne na rynku są zarówno formy o krótkim czasie działania, jak i o przedłużonym okresie uwalaniania (formy SR).
Ze względu na niebezpieczeństwo uzależnienia lek nie powinien być stosowany dłużej niż przez 4 tygodnie.
U osób w podeszłym wieku ze względu na możliwą zwiększoną wrażliwość na lek, a także u pacjentów z niewydolnością nerek lub wątroby, zaleca się rozpoczęcie od najmniejszej możliwej dawki oraz uważne monitorowanie odpowiedzi na lek.

## Preparaty dostępne w Polsce

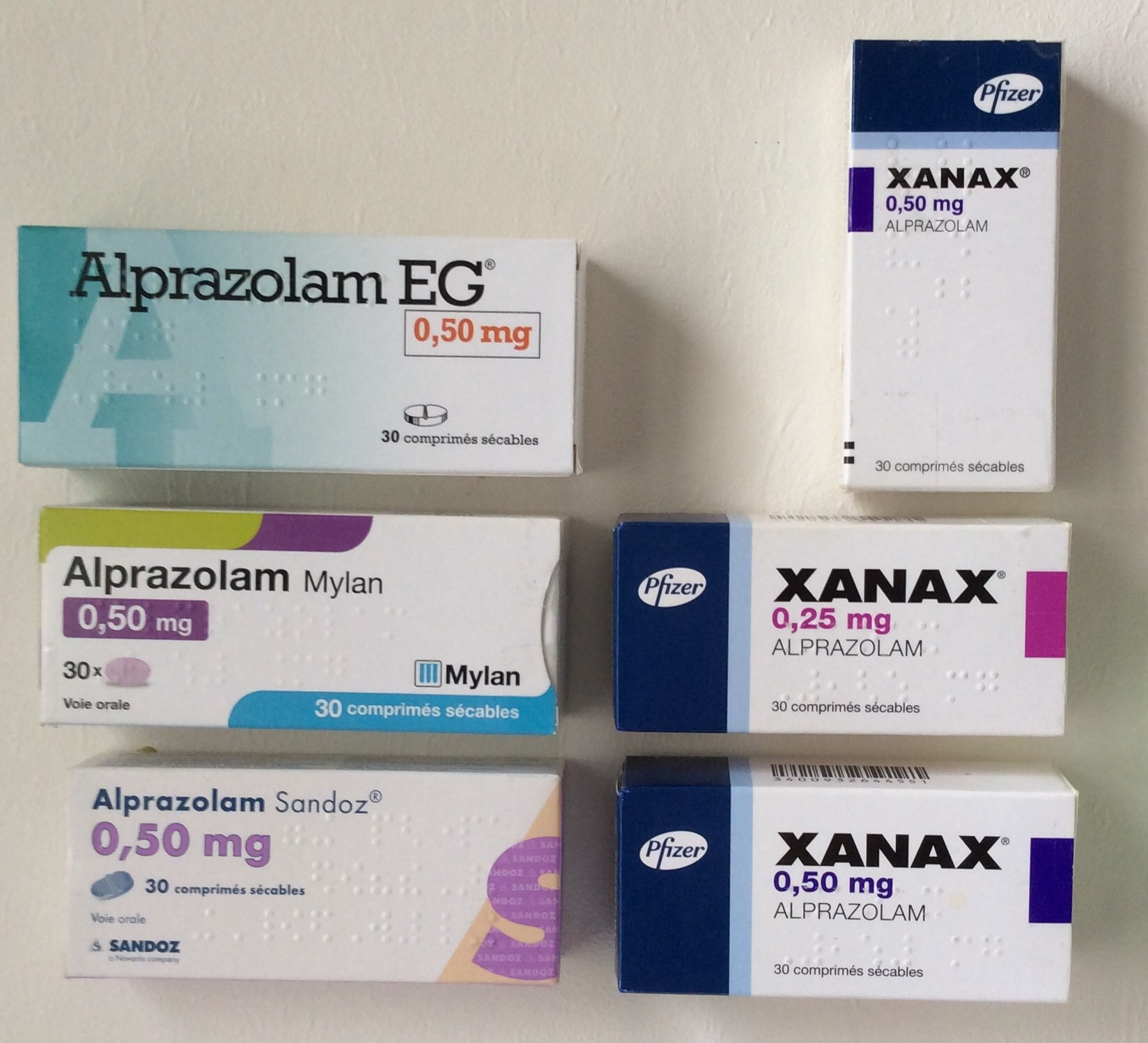
Opakowania alprazolamu, zarówno w postaci oryginalnej (Xanax), jak i leków generycznych. Wersje sprzedawane we Francji.

Dostępny jest w zarówno w postaci tabletek o natychmiastowym uwalnianiu jako: Afobam, Alpragen, Alprazolam Aurovitas, Alprox, Neurol, Xanax i Zomiren; a trzy ostatnie preparaty są dostępne również w postaci tabletek o przedłużonym uwalnianiu jako: Neurol SR, Xanax SR i Zomiren SR. Tabletki w zależności od producenta występują w dawkach 0,25 mg, 0,5 mg, 1 mg i 2 mg.

## Alprazolam w kulturze
Alprazolam bywa często używany w celach pozamedycznych. Ze względu na działanie anksjolityczne bywa łączony z innymi substancjami psychoaktywnymi w wypadku nieprzyjemnej reakcji na psychodeliki (bad trip), a także w celu złagodzenia pobudzenia i bezsenności wywołanej przez stymulanty. Z tego powodu oraz z powodu potencjału uzależniającego w wielu krajach jest uznawany za narkotyk, którego posiadanie, produkowanie bądź rozpowszechnianie wbrew odpowiednim regulacjom jest niezgodne z prawem. W Polsce alprazolam należy do grupy IV-P substancji psychotropowych, w związku z czym recepty wystawione na lek muszą zawierać kod PESEL oraz szczegółowo rozpisane dawkowanie. W USA alprazolam należy do nielegalnych substancji psychoaktywnych kategorii IV, zaś na mocy konwencji o substancjach psychotropowych Organizacji Narodów Zjednoczonych należy do grupy IV.
Uzależnienie od alprazolamu (Xanaxu) jest głównym tematem powieści Juliusza Strachoty Relaks amerykański.
Według Matthew Herpera z magazynu Forbes USA stały się „narodem Xanaxu”, lek ten bowiem jest najpopularniejszym lekiem psychiatrycznym w tym kraju.
Na rynku amerykańskim alprazolam był w 2013 najpopularniejszym lekiem stosowanym w psychiatrii (pod pierwszą nazwą handlową Xanax), gdzie wypisano 48 milionów recept. Billie Eilish w piosence xanny nawiązuje do leku.